# 抽象主義写真

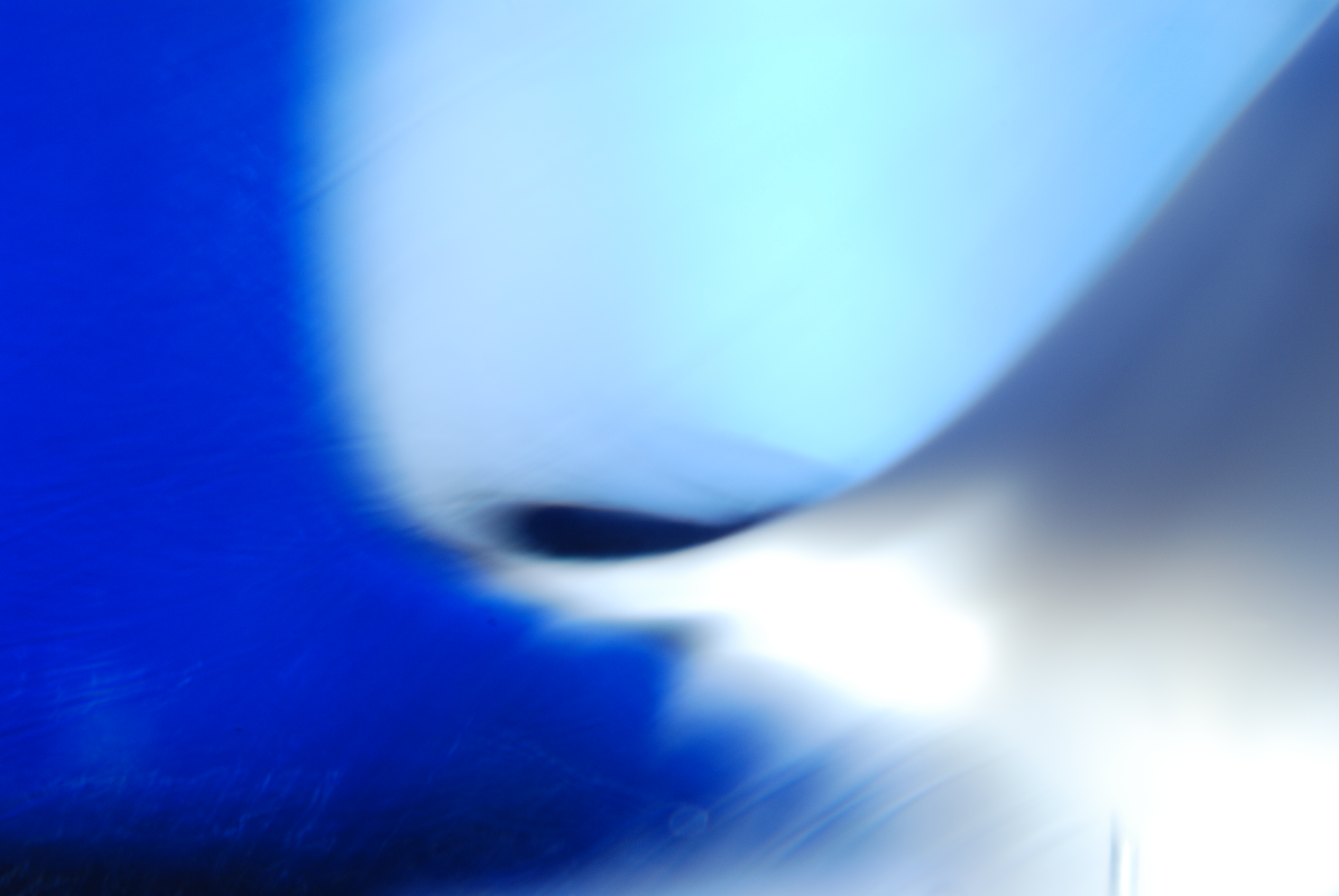
この巨視的な写真は、物質の本質に関する情報を殆ど識別していない。

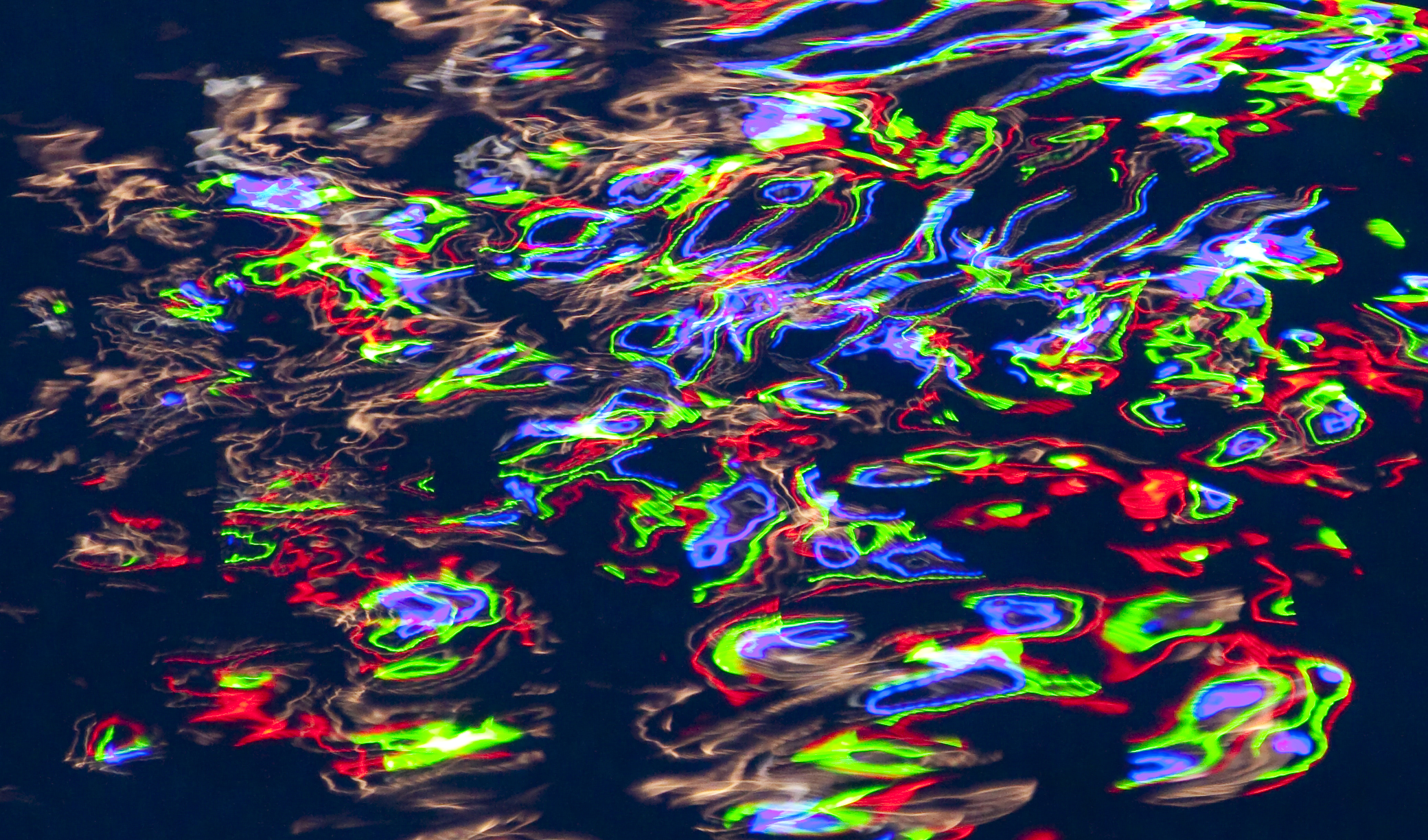
反射と運動は、抽象化する照明効果の段階として結合している。

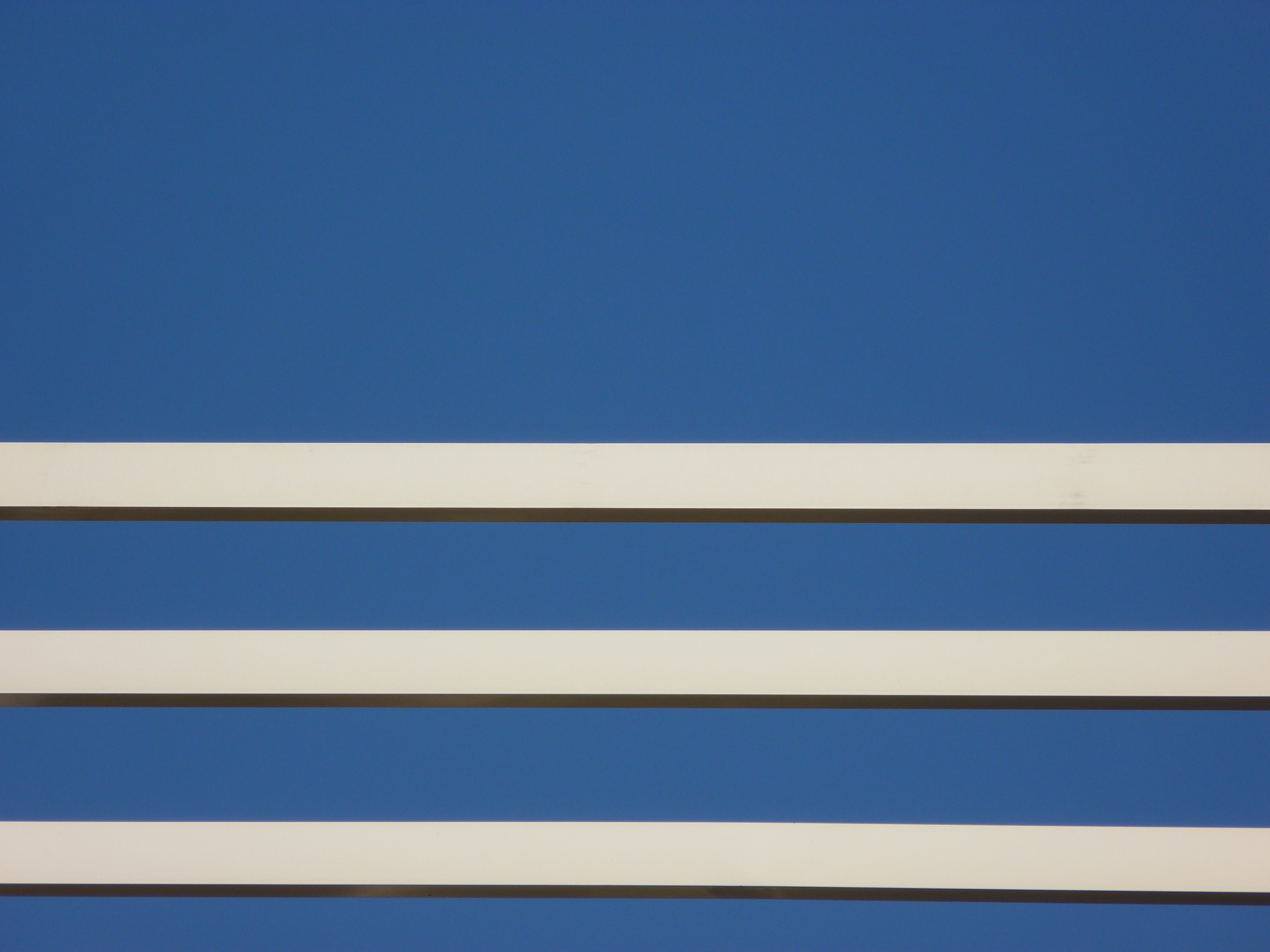
この構造がどういうものか描かれていない。

抽象主義写真 (ちゅうしょうしゅぎしゃしん、英: abstract photography、non-objective photography, experimental photography, conceptual photographyとも) は、物質世界と直接関連がなく写真上の装置や過程、素材を用いて創造される視覚映像を描く手法である。抽象主義写真は見る人から本来的な文脈を除去する目的で本来の場面の残骸を分離する可能性があったり故意に本当の物質から見掛け上非現実的現象を生じさせる企てが行われる可能性があったり色や光、感覚を伝える形や形態、感覚、印章を用いることに関わっているかもしれない。映像はカメラや暗室、コンピューターのような伝統的な写真装置を使って作られるかもしれなかったりデジタル表現などのフィルムや紙などの写真メディアを直接操ることでカメラを使わずに創作されるかも知れない。

## 抽象主義写真の定義
一般に使われる「抽象主義写真」という用語の定義は存在しない。主題に関する本や記事にアーロン・シスキンドのピーリング画法の写真のように抽象主義的主題の完全に表現されたものからマルコ・ブロイアーの工作した印刷物や本のようにカメラやフィルムを使わずに創作される完全に非表現的画法まで全てがある。この用語は広範な視覚表現を包括しかつ実際の本質により視覚的に多義的な写真の種類の分類で明確である。
多くの写真家や批評家、美術史家などの人々は、特別な意味を形作る意図なく抽象主義写真について書いたり話してきた。1916年にアルヴィン・ラングダン・コバーンは展覧会を参加形態が「作品は主題の関心が非日常的な鑑賞力より大きいことが認められない」と明らかに主張する「抽象主義写真」と題して開催することを提案した。提案された展覧会は、行われなかったが、コバーンは後に明らかに抽象主義写真を作った。
写真家で心理学の教授ジョン・スーラーは、論文写真における心理学：映像と精神で「抽象主義写真は写実的あるいは平凡な物から離れるものである。実際の世界の本来の印象や認識できる主題から離れる。一部の人は、本当の意味や存在、本質自体から離れると言う。その代わりに概念的意味と本質的形態により異なる目的と共に具体的な統一体から離れて存在している。・・・ここに辛辣な試みがある。読者が写真を見「それは何か」という内なる声がある。・・・さて、そこへ行こう。それが抽象主義写真である。」と言った。
写真家で教授のバーバラ・カステンも「抽象主義写真は組み立てられた自然を再び断言することで現実の目的とする映像として写真の大衆的視点に挑戦している。・・・表現する義務から解放され抽象主義写真は中間物と学習法を合わせるために包括的な区分であり続けている。写真を試す競技場である。」と書いた。
ドイツ人写真家で写真理論家ゴットフリート・イェーガーは、特殊芸術という用語を慎重に生かしながら特定の種類の抽象主義写真を表現する「特殊写真」という用語を使った。イェーガーは言った。
- 「特殊写真は（現実主義写真やドキュメンタリー写真のような）視覚に訴えるものを描写しない。
- （上演される描写写真のような）視覚に訴えないものを表さない。
- （分析的で概念的で感情を露わにする写真のような）視覚に頼ることをしない。
- 可視性を作り出す代わりに唯一の視覚である視覚でしかない。
- この方法でメディアキャラクターを諦めオブジェクトキャラクターを得る。」[5]

更に最近概念的芸術家メル・ボックナーはメモに「抽象主義写真は抽象的思想を記録できない」というブリタニカ百科事典からの引用を手書きし、異なる6つの撮影過程を用いて撮影し印刷した。言葉や概念、芸術自体への概念の視覚化を転換し、再び用語自体を定義することなく別の種類の抽象主義写真を表現する作業を作り出した。

## 歴史

### 19世紀

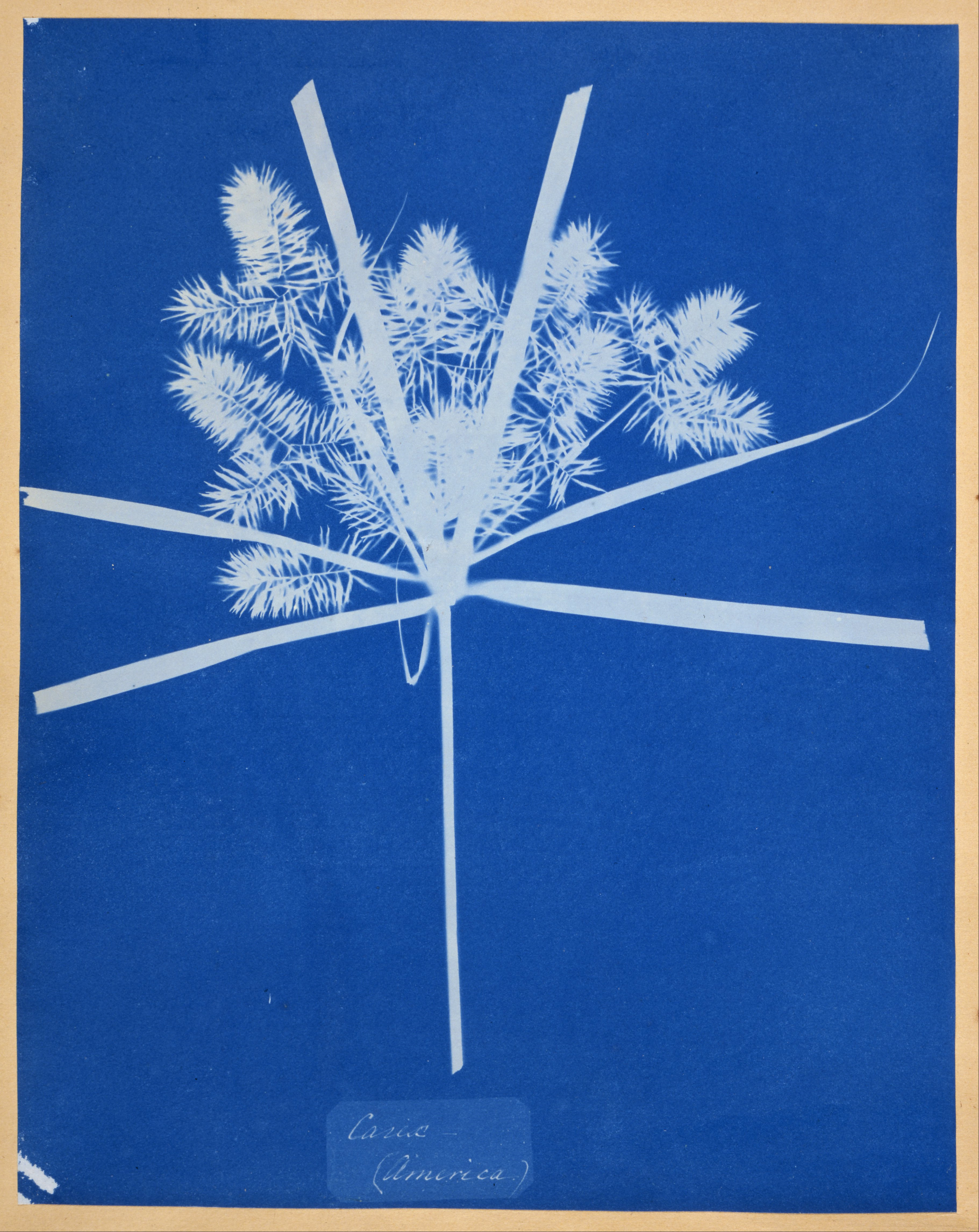
アンナ・アトキンス – Carex (America) – Google Art Project

抽象主義写真と呼ばれたかもしれない最初期の映像の一部は、技術が発明されて最初の10年に現れた。1842年にジョン・ウィリアム・ドレーパーは当時前以て記録されていない視覚パターンに光を分散させる分光器で映像を作り出した。ドレーパーが作る印刷物は、他の写真家が当時記録する視覚世界の現実に言及がなく、前以て明白な存在に見られるものに移行する写真の先例のない能力を示した。ドレーパーは自身の映像を芸術よりも科学の成果と見たが、芸術的な質は、今日革新的な状態と固有の個性であると認識されている。
別の初期の写真家であるイングランドのアンナ・アトキンスは、青写真用紙に直接乾燥した藻類を置くことで作るフォトグラムの私費出版本を制作した。科学的研究として意図され、青い映像に殺風景な白色は、マイナスの映像があり植物にとって自然の背景が欠如しているために奇妙な抽象主義的品質がある。
1895年にX線が発見され1896年に放射能が発見されると、それまで見えなかった物に大いに人々が魅了されることになった。反応して写真家は標準的な人間の目では見えないものをどのようにとらえるかという模索を始めた。
同じ頃に、スウェーデンの作家で芸術家のヨハン・アウグスト・ストリンドベリは、熱くしたり冷たくした写真版に塩分を含ませるという試みをした。この試みで作り出した映像は、他に見られない物の不明瞭な表現であり、その表現において完全に抽象的な物であった。
19世紀が折り返す頃に、フランスのルイ・ダルジェは、モデルの額に未露出の写真版を押し当て写真版に心で思うことを投影するよう要請することで精神的な作用の映像をとらえようとした。製作した写真は、ぼやけて不明瞭であったが、だルジェは自身が「思考印象」と呼ぶものが明るい光線と区別がつかないと確信していた。

### 20世紀
20世紀の最初の10年間に印象派やポスト印象派からキュビスムや未来派への絵画や彫刻における移行を早める芸術的探索の波があった。1903年の初めにサロン・ドートンヌと呼ばれるパリの一連の年次芸術展が大衆をポール・セザンヌやパブロ・ピカソ、マルセル・デュシャン、フランシス・ピカビア、フランティセック・クプカ、アルベール・グレーズ、ジャン・メッツァンジェのような当時の急進的な芸術観に目覚めさせた。10年後、ニューヨークのアーモリーショーがカンディンスキーやジョルジュ・ブラック、マルセル・デュシャン、ロベール・ドローネーらによる完全に抽象的な作品を展示することで騒動を引き起こした。
抽象絵画への大衆の関心や時として嫌悪は、この時代の創造的な写真家の一部により十分知られたものであった。1910年までにニューヨークでアルフレッド・スティーグリッツはそれまで絵のような写真を展示するだけであった291ギャラリーでマースデン・ハートレーやアーサー・ダヴのような抽象画家を展示し始めた。スティーグリッツやポール・ストランド、エドワード・スタイケンのような写真家は皆抽象的構成で撮影する主題を試みた。
現在抽象主義写真と認定されている最初に公に展示された映像は、1914年にケルンでアーウィン・ケデンフェルトにより展示された自然様式からの対象模様と呼ばれるシリーズである。2年後にアルヴィン・ランダン・コバーンはヴォルトグラフと呼ぶシリーズを試み始めた。1917年のある6週間に多面体プリズムを装備したカメラで約24個の写真を撮った。できた映像は、故意に自身の見る現実や嘗てのポートレートやシティスケープと無関係のものであった。「何故カメラは現代の表現の手かせ・足かせを捨てるべきではないのか。何故殆ど陳腐な露光時間を作り続ける必要がないのかと真剣に問う。」と書いた。
1920年代と1930年代に抽象主義映像を探索する写真家の数が多いに増えた。ヨーロッパではプラハがキュビスムや未来派に影響された写真を作り出すフランチシェク・ドルチコルやヤロスラフ・レスレル、ヨゼフ・スデック、ヤロミール・フンケと共にアバンギャルド写真の中心地になった。特にレスレルの映像は、光と影の純粋な抽象主義に向けて表現主義的抽象を越えていた。
ドイツで、後にアメリカ合衆国で、モダニズムのバウハウスの指導者モホリ＝ナジ・ラースローは、フォトグラムの抽象主義的品質を試みた。「最も目覚ましい可能性が生の写真題材に発見され続け」写真家は「教育の自給自足手段である表現の理想的な手段を除き「写真」ではなく理想的な美学ではなく探すために学ばなければならない」と言った。
この時期の一部の写真家も自分の作品にシュルレアリスムや未来派の視点を組み入れることで伝統的な映像の境界を突き動かした。マン・レイやモーリス・タバール、ケルテース・アンドル、カーティス・モファット、フィリッポ・マソエロは、現実と展望の両方に疑問を呈する驚くべき映像を製作した良く知られた芸術家の一部であった。
第二次世界大戦中から戦後にかけてマイナー・ホワイトやアーロン・シスキンド、ヘンリー・ホームズ・スミス、ロッテ・ヤコビのような写真家は、自然世界がそこに埋め込む抽象の構成を有することを明示した方法で見出した対象の構造を探索した。
幅広く解釈できる曖昧な映像をもたらしながらフレデリック・ソマーは故意に配列し直したファウンドアートの対象を撮影することで1950年に新たな境地を切り開いた。批判や価値に関するT・S・エリオットの論文に続いてある特定の謎めいた映像を聖なる木と題することを選んだ。
レイ・メツカーやロバート・ハイネケン、ウォルター・チャペルのような自身のファウンドアート映像を集めたり再び集める写真家と始めながら1960年代は当時の写真メディアの限界に対して形式ばらない探求を示した。

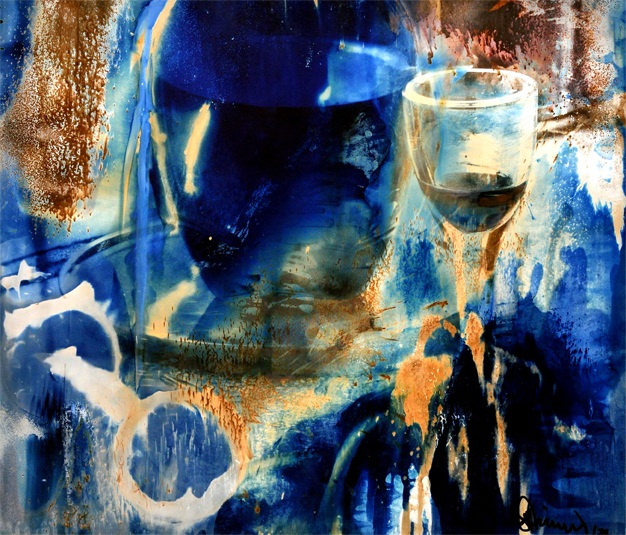
Josef H. Neumann: Chemogram Gustav I 1976

1970年代半ばにヨーゼフ・H・ノイマンは印画紙上の現像と絵画双方の製作であるケモグラムを開発した。コンピューターが普及し画像処理ソフトを使うまではケモグラムを作る過程は、元々の画像が拡大処理を施して変わるアナログポストプロダクションの初期の形態とみなされる可能性がある。デジタルポストプロダクションと違いそれぞれのケモグラムは独特である。

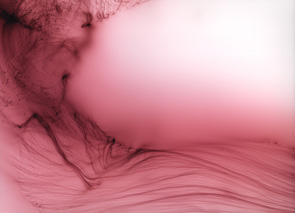
Wolfgang Tillmans – Freischwimmer 26, 2003

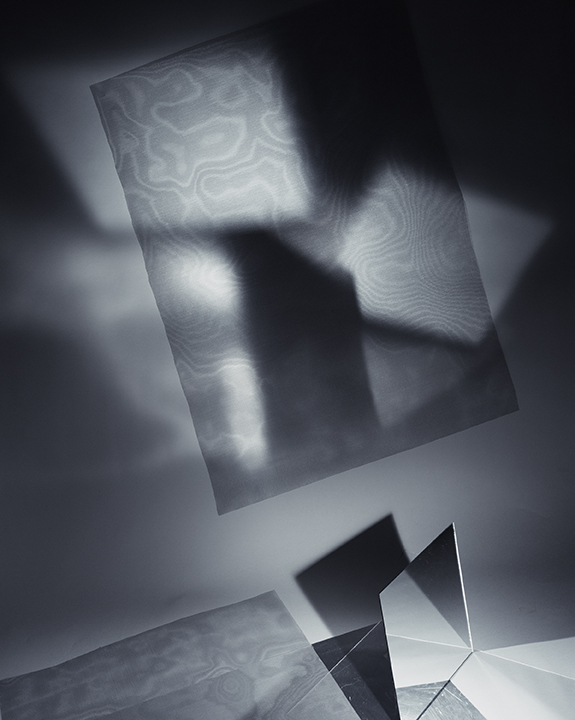
Barbara Kasten – Scene III, 2012

1970年代後半の初めに写真家は暗室で現像しなければならない当時の伝統的な写真メディアである規模と外観の双方の限界を伸ばした。モホリ＝ナジの作品に触発されてスーザン・ランカイティスは初めて大規模フォトグラムに関する科学の教科書からファウンドアート画像をはめ込み始め、製作は「殆ど人類学的遺跡のように探索されたパリンプセスト」と呼ばれてきた。後に物質的・概念的観念を拡張する巨大な双方向展示場建設を行った。作品は「現代の精神の崩壊に似ている」と言われた。
1990年代までに写真家の新しい波が写真制作の新しい手法を作り出すコンピューターの使用に関する可能性を模索していた。トーマス・ルフやバーバラ・カステン、トーマス・フリードマン、キャレル・バルスのような写真家は、写真や彫刻、版画、コンピューターが作り出す画像を合わせた作品を作り出していた。

### 21世紀
一旦コンピューターや写真ソフトが広く手に入るようになると、抽象主義写真の境界は、フィルムや化学の限界を超えて殆ど無限の次元に拡大した。最も良く知られた21世紀前半の世代にガストン・バーティンやペネロピー・アンブリコ、アード・ボーデュース、エレン・ケアリー、ニッキ・ステージャー、シリン・ギル、ヴォルフガング・ティルマンス、ハーヴィー・ロイド、アダム・ブルームバーグとオリヴァー・カナリンがいた
。